# Daniel Cameron
Daniel Omar Cameron (Argentina) es un ingeniero industrial argentino. Se desempeñó durante 11 años como Secretario de Energía.

## Biografía
Cameron se graduó como ingeniero industrial y tiene una especialización en el mercado eléctrico. Desde los años 1980 militó junto a Néstor Kirchner en el Partido Justicialista.
Durante la gestión de Kirchner como gobernador de Santa Cruz fue gerente general de la empresa provincial de energía, asesor de la Dirección Provincial de Energía, jefe de gabinete del Ministerio de Economía y Obras Públicas de la provincia y participó activamente en la privatización de YPF durante la década del noventa.
Tras asumir la presidencia Néstor Kirchner en 2003, Cameron se hizo cargo de la secretaría de Energía, cargo que mantuvo durante los gobiernos de Cristina Fernández de Kirchner.